# Сахаров, Владимир Васильевич
Владимир Васильевич Сахаров (1860 — 14 (27) октября 1904) — российский военный инженер.
В 1896 году окончил Николаевскую инженерную академию. В 1896—1898 годах был начальником сооружения коммерческого порта во Владивостоке.
В 1899 году назначен главным инженером по строительству коммерческого порта и города Дальний. Составил первый (достаточно схематичный) проект города, некоторые идеи из которого (например, расположение рекреационных зон) вошли в окончательный генеральный план архитектора Казимира Сколимовского.
Автор проекта временных правил продажи участков земли в городе, в котором также затрагивались вопросы его управления и организации проживания. Проект был представлен Правлению Общества КВЖД, а затем рассматривался специальной Комиссией по выработке правил управления Дальним, при этом отдельные его положения вызвали возражения, поскольку не соответствовали более ранним договорённостям (например, некоторые ограничения на продажу участков подданным Китая: «в европейском городе может быть допущена продажа участков китайским подданным, но с условием строить дома по европейскому образцу и строго подчиняться всем установленным санитарным требованиям»), однако идеи Сахарова об управлении города градоначальником, назначаемым из Петербурга, и выборным Городским советом и о русском языке, как официальном, были одобрены.
В 1901 году был назначен градоначальником Дальнего.
О жизни Сахарова в Дальнем писал в своих путевых заметках журналист Ойген Цабель: «Сахаров живёт там как маленький князь, а его квартира как дворец со всем мыслимым комфортом как для него самого и его семьи, так и для приёма гостей. Поистине русская „широкая натура“, он поставил себе задачу, не только в силу своего служебного положения, но и своих личных качеств, стать душой общества в городе. Торжества, которые он устраивает, порою длятся так долго, что и в 12 часов дня его нельзя потревожить. Однако затем он доступен для разговора каждому и полон идеями по усовершенствованию своего творения, на которое теперь обращены взгляды всей России».
Умер от брюшного тифа в 1904 году во время Русско-японской войны в городе Порт-Артуре.